# Blue Madonna
Blue Madonna é o segundo álbum de estúdio do músico americano Børns, lançado em 12 de janeiro de 2018 através da gravadora Interscope.
| Críticas profissionais | Críticas profissionais |
| Pontuações agregadas   | Pontuações agregadas   |
| Fonte                  | Avaliação              |
| ---------------------- | ---------------------- |
| Metacritic             | 67/100                 |
| Avaliações da crítica  |                        |
| Fonte                  | Avaliação              |
| Boston Globe           | [ 3 ]                  |
| All Music              | [ 4 ]                  |
| The Guardian           | [ 5 ]                  |
| Pitchfork              | 5.7/10                 |

## Antecedentes
Em 28 de julho de 2017, Børns lançou o single "Faded Heart" pela gravadora Interscope. Em 29 de setembro de 2017, ele lançou seu próximo single, "Sweet Dreams". Dois vídeos promocionais, "The Search for the Lost Sounds" e "The Faded Heart Sessions", foram lançados em seu canal do Youtube juntamente com os singles.
O álbum foi anunciado via Instagram em 4 de dezembro de 2017. Um Disco de vinil azul (1,500 cópias) estava disponível para pré-venda no site da Urban Outfitters em dezembro de 2017, mas a venda de edição limitada foi removida antes de seu lançamento oficial em 12 de janeiro de 2018.
"Faded Heart", "Sweet Dreams", I Don't Want U Back" e "God Save Our Young Blood" (com a participação de Lana Del Rey) foram lançados como singles antes do lançamento oficial do álbum.
As letras oficiais de "Supernatural" foram lançadas no dia anterior como material bônus para os usuários do Spotify que realizam o "pre-save" do álbum. Adicionalmente, Børns, por meio de uma conta no site Genius.com, deixou comentários pessoais a respeito das letras escritas em certas músicas do álbum. Por exemplo, Børns disse, "Eu imaginei Lou Reed quando eu escrevi esta canção sobre ser uma estrela brilhante com um coração frágil" sobre sua canção "Faded Heart" (tradução livre).
Blue Madonna foi oficialmente lançado em 12 de janeiro de 2018.

## Lista de faixas
| N.º            | Título                                        | Compositor(es)                                            | Produtor(es)   | Duração |  |
| 1.             | "God Save Our Young Blood" (com Lana Del Rey) | T. Schleiter, Garrett Borns                               | Tommy English  | 3:53    |  |
| 2.             | "Faded Heart"                                 | T. Schleiter, Garrett Borns                               | Tommy English  | 3:34    |  |
| 3.             | "Sweet Dreams"                                | Garrett Borns                                             | Tommy English  | 3:20    |  |
| 4.             | "We Don't Care"                               | T. Schleiter, Angelo Petraglia, Barry Dean, Garrett Borns | Tommy English  | 3:33    |  |
| 5.             | "Man"                                         | T. Schleiter, Garrett Borns                               | Tommy English  | 3:57    |  |
| 6.             | "Iceberg"                                     | Garrett Borns, T. Schleiter                               | Tommy English  | 3:30    |  |
| 7.             | "Second Night Of Summer"                      | T. Schleiter, Garrett Borns, Jakob Bjøn Hansen            | Tommy English  | 3:24    |  |
| 8.             | "I Don't Want U Back"                         | T. Schleiter, Garrett Borns                               | Tommy English  | 3:51    |  |
| 9.             | "Tension" (Interlude)                         | T. Schleiter, Garrett Borns                               | Tommy English  | 1:34    |  |
| 10.            | "Supernatural"                                | T. Schleiter, Garrett Borns                               | Tommy English  | 3:45    |  |
| 11.            | "Blue Madonna"                                | T. Schleiter, Garrett Borns, Jaramye Daniels              | Tommy English  | 2:20    |  |
| 12.            | "Bye-bye Darling"                             | T. Schleiter, Garrett Borns                               | Tommy English  | 4:59    |  |
| Duração total: | Duração total:                                | Duração total:                                            | Duração total: | 41:33   |  |

## Equipe de trabalho
O colaborador de longa data Thomas Schleiter ("Tommy English") produziu todas as músicas no álbum, o qual foi mixado por Tony Maserati. Arranjo de cordas foi feito por Steve Weisberg. Todas as faixas foram publicadas por  These Are Songs of Pulse (ASCAP), enquanto outras foram co-publicadas por Me Gusta Music. Capas para o álbum e singles foram fotografados por Caroline "Chuck" Grant, irmã de Lana Del Rey.